# كارني تشوكويميكا
كارني تشوكويميكا هو لاعب كرة قدم إنجليزي يلعب في مركز الوسط في نادي تشيلسي في الدوري الإنجليزي الممتاز. 

## المسيرة الكروية[1]
انضم كارني عندما كان طفلا إلى نورثامبتون تاون وبعد ان أصبح عمره 16 انضم إلى نادي استون فيلا للشباب.
وقع تشوكويميكا أول عقد احترافي له مع نادي استون فيلا في يوليو 2020م واختاره النادي كأفضل لاعب من أكاديمية استون فيل